# Sofa

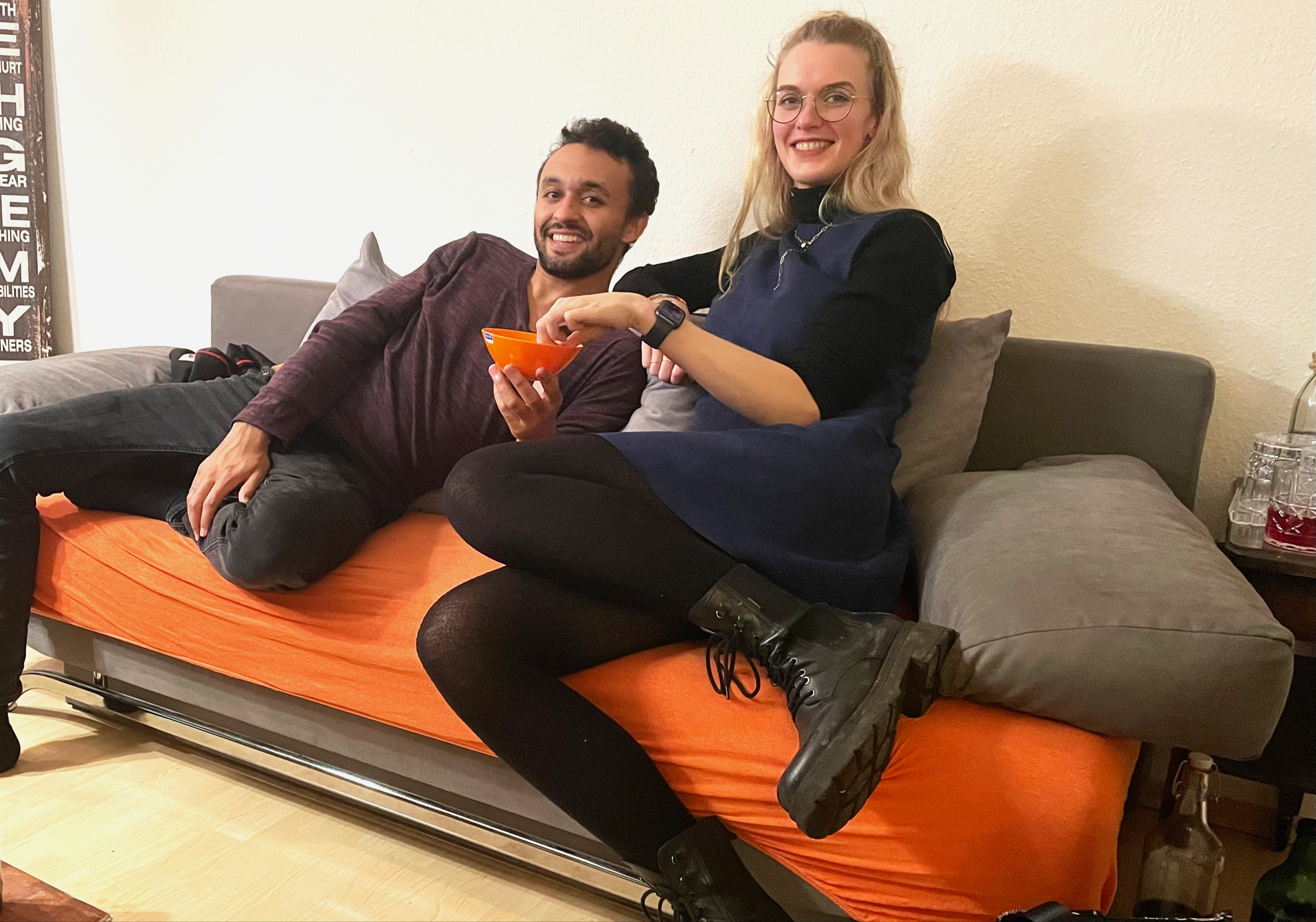
Sofa in Gebrauch

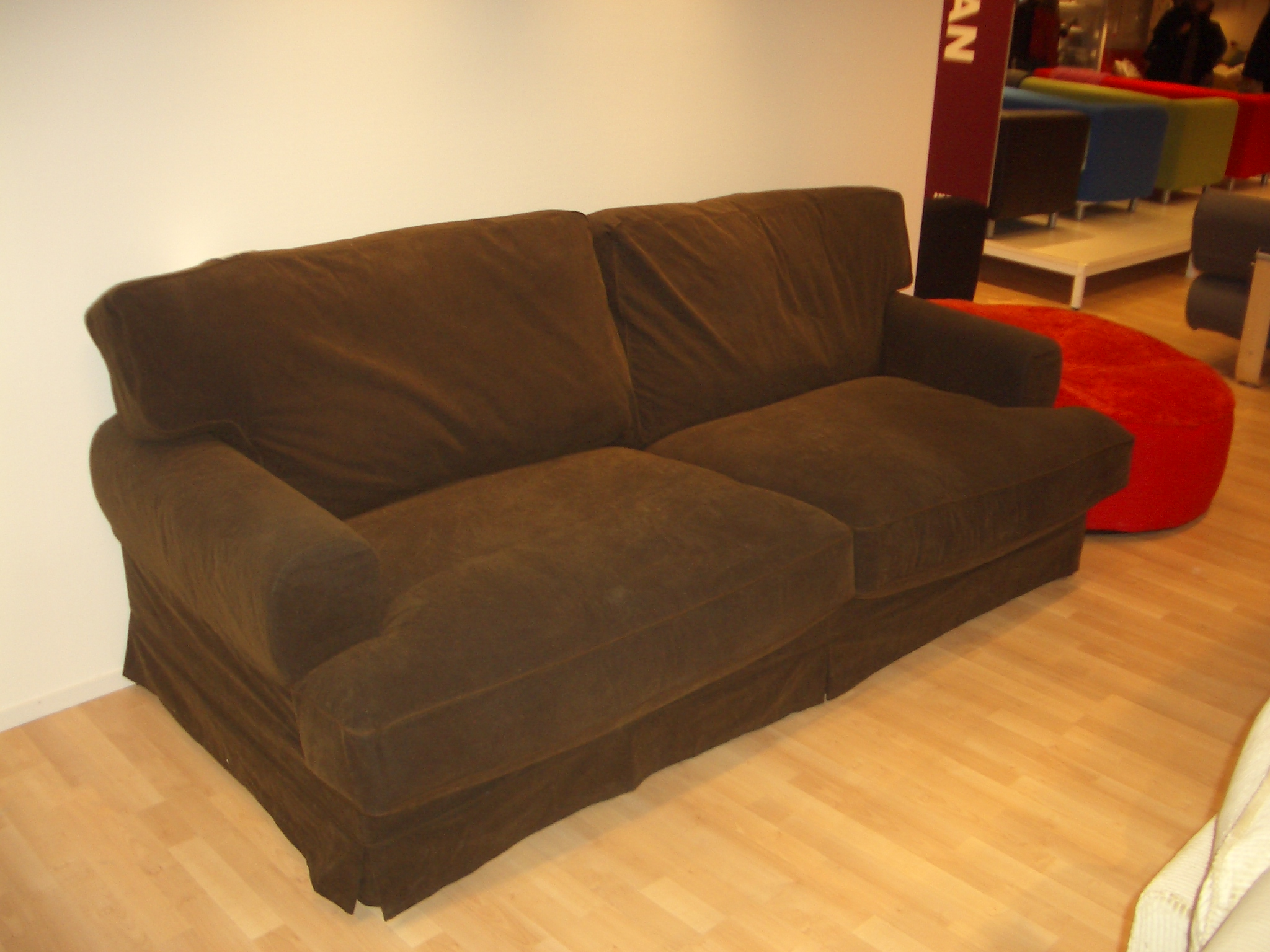
Braunes Sofa

Das Sofa (auch Couch, Kanapee oder Diwan) ist ein mehrsitziges, gepolstertes Sitz- und Liegemöbel. Aufgrund ihres höheren Sitzkomforts wird heute die Bettcouch der eher selten gewordenen Chaiselongue vorgezogen, welche stark an das antike Triclinium oder die moderne Récamière erinnert.

## Bezeichnungen
Das Wort Sofa (Plural Sofas) geht zurück auf arabisch صفة, DMG ṣuffa ‚gepolsterte Ruhebank, auch: mit Decken oder Teppichen als Sitz- oder Liegestatt hergerichtete breite Lehmerhöhung; ursprünglich auch: Kissen auf dem Kamelsattel‘. Es ging erst Ende des 17. Jahrhunderts in den deutschen Sprachgebrauch über, als die damaligen Sofas den heutigen Gestellen mit Polsterung entsprachen. Das englische Wort Couch kommt von französisch coucher ‚liegen‘, urspr. lateinisch collocare ‚zusammenfügen‘. Kanapee kommt von französisch canapé, von lateinisch conopeum ‚Himmelbett‘, von altgriechisch κωνωπεῖον.
Diwan ist von persisch دیوان, DMG dīwān, ‚Gerichtshof‘, eigentlich ‚Kanzlei‘, ‚Amt‘, ‚Büro‘, zugeordnetes arabisches Verb dawwana ‚aufzeichnen‘, ‚eintragen‘, ‚registrieren‘, abgeleitet. Es verweist im deutschen Sprachraum seit 1806 in der Bedeutung Polsterbank (ursprünglich bezogen auf den bequemen Sitz eines Beamten) auf Sitzmöbel, wie man sie in orientalischen Amtsstuben findet, und wurde vor allem im 19. und 20. Jahrhundert verwendet. Regional kommen auch die Bezeichnungen Bettbank oder Bettcouch vor.

## Geschichte
Schon in der griechischen Antike gab es ein Möbelstück zum Sitzen und Ruhen, die sogenannte Kline. Sie spielte nicht nur im privaten Alltag eine bedeutende Rolle, sondern auch beim Speisen mit Gästen und in großer Gesellschaft. Im 7./6. Jahrhundert v. Chr. wurden Klinen aus Marmor, Elfenbein, Holz oder Metall angefertigt.
Ab dem 17. Jahrhundert wurden Sofas erstmals in England und Deutschland hergestellt und waren ausschließlich dem Adel vorbehalten, da es sich um teure Luxusmöbel handelte. Anfangs waren die Holzmöbel sehr massiv, später sehr viel aufwendiger verziert und mit edlen Polsterstoffen bezogen, beispielsweise die opulenten Möbel am Hofe Ludwigs XIV. Im Rokoko wurde der Stil der Sofas immer filigraner, florale Gestaltungselemente waren hier ausschlaggebend.
Nach dem Hofzeremoniell an den europäischen Höfen war das Kanapee im 18. Jahrhundert dem jeweiligen Inhaber des Hauses, ranggleichen und ranghöheren Besuchern vorbehalten. Seine Sitzhöhe wurde so festgelegt, dass der Ehrenplatz am Sofatisch zum Essen, Trinken, Lesen, zur Konversation und Handarbeit sich gleichermaßen eignete. Zur Ausstattung gehörten mit demselben Stoff überzogene Rollen und fest aufgepolsterte Kissen, die vor die schrägen Seitenlehnen gelegt wurden und damit Armlehnen abgaben. Polsterbänke wurden analog zu den Formen der Polsterstühle konstruiert. „Das häufigere Kanapee hingegen machte die Formenentwicklung zweier Grundformen durch. Die seltenere Version blieb das aus den Traditionen des 18. Jahrhunderts heraus entstandenen Kanapee mit gerader, tiefergelegten Armlehnen und hoher, gerade geführter Rücklehne – gleichsam ein verbreiteter Polstersessel. Gebräuchlicher war im Biedermeier eine Kanapeekonstruktion – gemeinhin als ‚Biedermeiersofa‘ bezeichnet, die in Bogen- oder S-Form ausgestellte, hohe Seitenlehnen aufwies, über die sich noch einmal eine bogenförmig geschwungenen Rücklehne erhob.“ Diese Form wurde vom sogenannten lit bateau, dem Bett in Schiffsform, abgeleitet. Zwischen 1810 und 1840 entwickelten sich die schmalen, verjüngenden Seitenlehnen in voluminösere Formen, geziert durch Reliefschnitzerei in Form etwa von Delfinen, Schwänen und Füllhörnern. Das Kanapee, das bequem mehreren Personen Platz bot und mit Stühlen um einen großen Tisch zu einer Sitzgruppe verbunden wurde, war das wichtigste Sitzmöbel im Biedermeier. Es markierte das Zentrum des Wohnraumes. Deshalb wurde auch das Hauptbild des Zimmers traditionell über dem Kanapee angebracht. Das heutige Wort „Sofa“ kam erst viel später auf.
Sofas mit Sprungfedern und Rückenlehnen zum Anlehnen beim Sitzen kamen erst im 19. Jahrhundert auf und wurden im Zuge der industriellen Revolution zu Massenprodukten. Im 20. Jahrhundert entwickelte sich das Sofa zum Alltagsmöbel für jedermann und wurde immer erschwinglicher. Garnituren aus mehreren Polstermöbeln waren in den meisten Haushalten zu finden. Zahlreiche Designer und Künstler entwarfen berühmte Sofas wie beispielsweise die schlichte „Swan Couch“ des Dänen Arne Jacobsen oder das millionenfach verkaufte IKEA-Sofa Klippan.
Heute existieren unter dem Sammelbegriff „Sofa“ zahlreichen Varianten. Das sogenannte Ostfriesensofa ist ein Tisch- oder Küchensofa mit seitlich abklappbaren Armlehnen. Weitere Bauarten sind auch heute noch die Ottomane, die Chaiselongue, die Récamière und das ausziehbare oder ausklappbare Sofa, dessen Liegefläche sich durch einen einfachen Mechanismus zu einem Schlafplatz vergrößern lässt. Diese Bauart wird nach ihrer Funktion Schlafsofa genannt und hat den Vorteil, dass sie platzsparend ist.
Ein Sofa ist in privaten Wohnzimmern, in der Flughafenlounge, in Kneipen sowie auch beim Psychologen und Psychotherapeuten zu finden. Bei letztgenannten soll es im Sprechzimmer für eine entspannte Atmosphäre sorgen und damit gute Voraussetzungen für die Psychoanalyse schaffen. „Reif für die Couch“ oder „ein Fall für die Couch“ wird sprichwörtlich als Synonym für „der Psychotherapie bedürfen“ benutzt. „Sofasport“ ist eine ironische Redewendung, die für (das passive) Fernsehen (nicht nur von Sportsendungen) auf dem Sofa benutzt wird. Bekannt geworden ist das grüne Biedermeiersofa, auf dem der Humorist und Künstler Loriot seine Sketche präsentierte. Seine Vorliebe für dieses Möbelstück übertrug Loriot in die Trickfilme Wum und Wendelin. Weitere farblich auffällige Sofas machten danach „Karriere“ im Fernsehen und im Rundfunk. So gibt es auf Bayern 1 eine Talksendung namens Die Blaue Couch. Im Vorspann der langjährigen US-amerikanischen Zeichentrickserie Die Simpsons spielt das Familiensofa eine variierend pointierende Rolle.

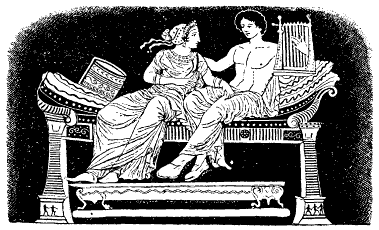
Darstellung eines Sofas im antiken Griechenland im Nordisk familjebok
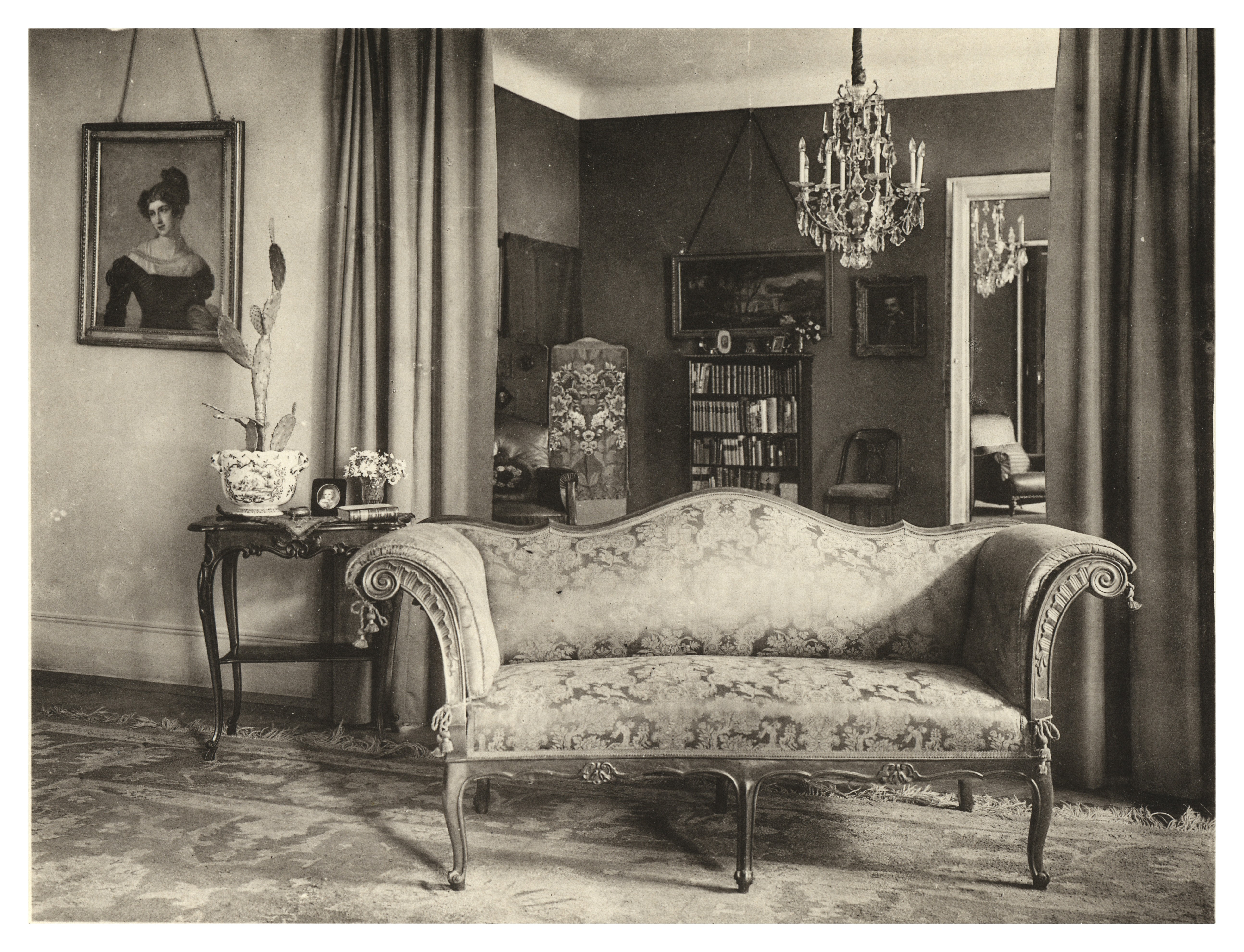
Sofa, Nussholz geschnitzt. An den Zargen, den sechs geschwungenen Beinen und den in Voluten auslaufenden Armstützen Rocaillemotive und Schnörkel. Theresianisch, 1750–1760.
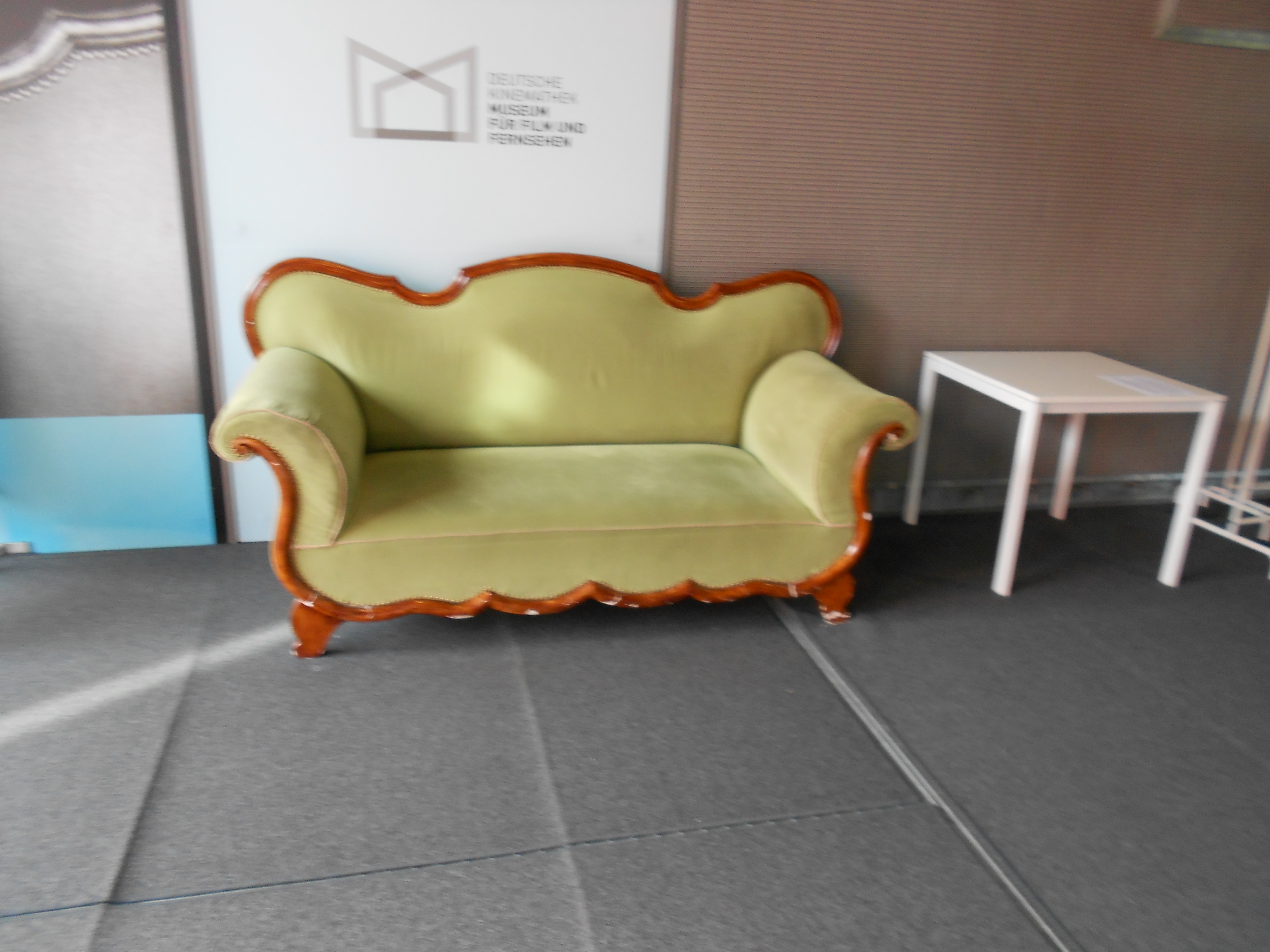
Loriots grünes Sofa in der Deutschen Kinemathek, 2012

## Sofagarnitur
Eine Sofagarnitur (auch: Polster- , Couchgarnitur oder Wohnlandschaft) ist eine Zusammenstellung einzelner gepolsterter Sitzmöbel.
Das Wort Garnitur beschreibt dabei die Zusammengehörigkeit der einzelnen Möbelstücke, d. h., dass die Einzelkomponenten das gleiche Design und den gleichen Bezug besitzen. Sie besteht meist aus einer Couch und zwei Sesseln.

### Bauarten
In der Regel bezieht sich die Bezeichnung auf eine Kombination von Sofas mit einer unterschiedlichen Anzahl von Sitzplätzen. Sie werden daher auch als Sofagarnitur oder 3,2,1-Sofa bezeichnet. Polster-/Sofagarnituren sind als Möblierung für Wohnzimmer vorgesehen. Sie sind in vielen unterschiedlichen Farben, Formen, Funktionen und Materialien zu bekommen. Im Gegensatz zu einer Rundecke oder einem Ecksofa, die durch ihre Bauart nur in einer Position stehen können, ist die Polstergarnitur variabel im Raum kombinierbar. Laut einer Untersuchung von 1980 gehörte die Polstergarnitur „zur Standardausstattung der überwiegenden Mehrzahl aller deutscher Wohnzimmer“ und 83 % der Haushalte besaßen eine solche. Sofas mit erhöhter Sitzfläche, die dem Bedürfnis älterer Menschen nach leichterem Sich-Erheben angepasst sind, werden umgangssprachlich „Seniorensofa“ genannt.

### Design
Im Laufe der letzten 60 Jahre waren Polster-/Sofagarnituren mal mehr und mal weniger beliebt. Auch das Design variierte während der letzten Jahrzehnte stark. Während der 1950er und 1960er Jahre dominierten noch Materialien wie Holz in Kombination mit Stoff. Die Farben waren eher gedeckt und das Design funktional. In den 1950er Jahren saß die deutschsprachige Bevölkerung bevorzugt auf „Rundecken“. Auch waren Sessel, z. B. Club-/Cocktail- und Fernsehsessel, beliebte Einrichtungsgegenstände. Zum Ende der 1960er und Anfang der 1970er Jahre wandelte sich der Einrichtungsstil wesentlich, denn auch die Materialien veränderten sich. Leder oder Kunststoff dominierte. Anstelle von gedeckten Farbtönen bevorzugte man grelle Farben und große Muster (Flower-Power-Zeit).
Die Garnituren heute zeichnen sich meistens durch klare Formen und Farben aus. Der Einzelsitzplatz wird teilweise durch einen Hocker ersetzt, der variabel – auch als Tisch – genutzt wird. Der Trend geht zum Minimalistischen hin, ohne große Muster oder schnörkelige Verzierungen.

## Alternativen

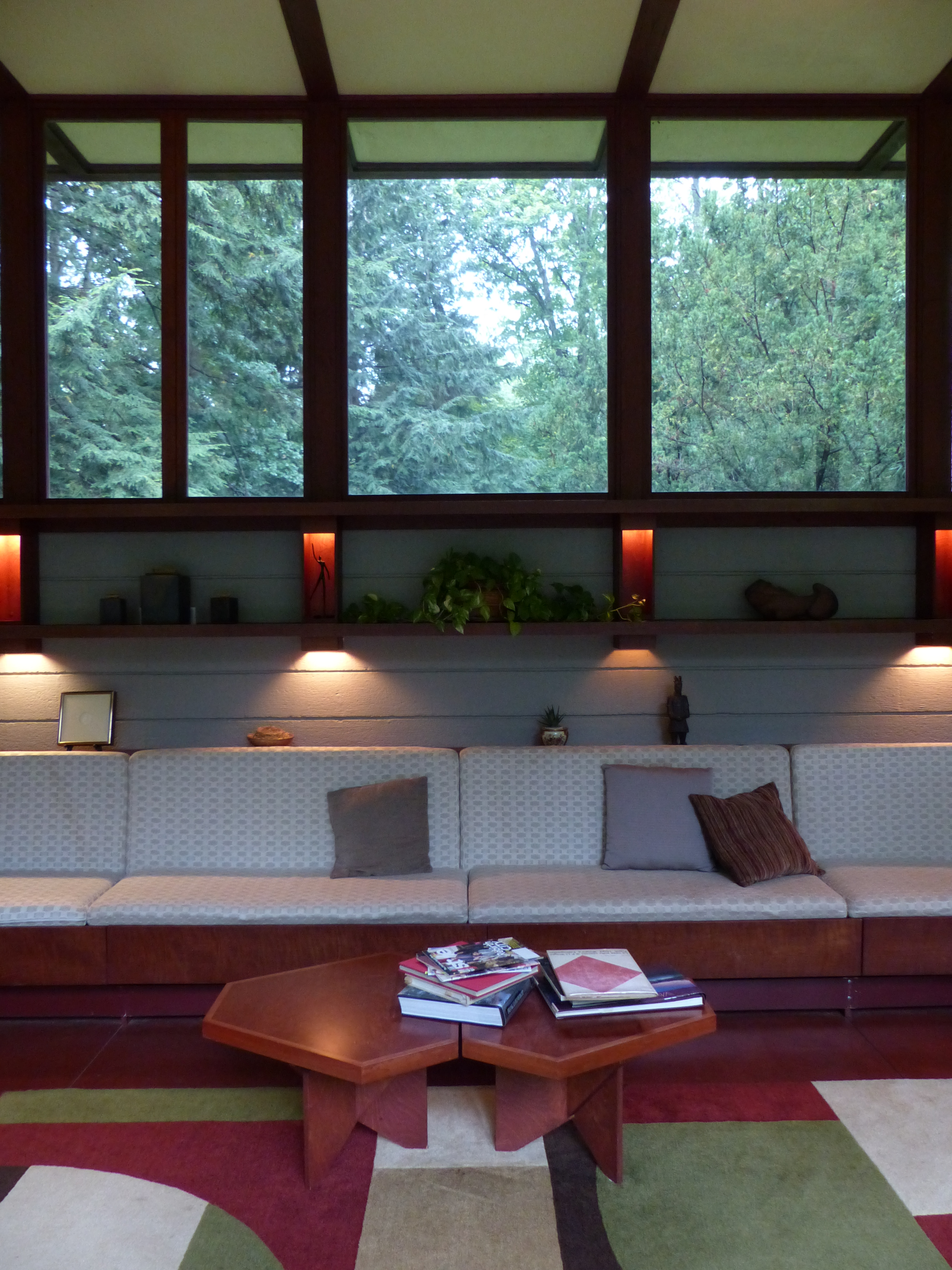
Sitzreihe im Wohnraum des Louis Penfield House

Frank Lloyd Wright, der generell eine Vorliebe für Einbaumöbel hatte, hat die nach seinem Entwurf erbauten Wohnhäuser mehrheitlich mit fest installierten gepolsterten Sitzreihen ausgestattet.